# کلاوزیوس ۲۹۲۴۶
سیارک ۲۹۲۴۶ (به انگلیسی: 29246 Clausius، نامگذاری:1992RV) بیست و نه هزار و دویست و چهل و ششمین سیارک کشف شده‌است که در ۲ سپتامبر ۱۹۹۲ کشف شد.